# Ерих фон Деникен
Ерих фон Деникен (Софинген, 14. април 1935) је швајцарски контроверзни писац, уметник и мистериолог који својим радовима популарише палеоконтакт и теорије старовековних космонаута. Његове теорије су постале омиљене код читалаца иако их већина научника прима са значајном скепсом. Његова дела су преведена на 32 језика, а има издања која су продана у 62 милиона примерака.

## Биографија
Деникен се учио за хотелијера, али се после интересовао за Библију, коју је у школи преводио на немачки. Почео је много да путује. На својим путовањима посетио је многа мистериозна места где су налажене „стопе богова“. Изучавао је тајне царства Маја и пропутовао цели Мексико. Први је снимио филмску репортажу о каменој плочи „Бога који је овладао летећу машину“ изучавао је слике тзв. геоглифе на планини Наска, градове Содому и Гомору, индијске летеће машине и стално држи предавања.

## Критика
Научна археологија антропологија и историја сматрају да Деникен лансира фантастичне хипотезе на основу вишезначајних слика односно цртежа. Сматра се да је Деникен дужан да да једно научно засновано објашњење за своје тезе. Научници сматрају да он објављује „фантастичку науку“. Тачке критике се заснивају на тврдњи да Деникену није стало до истине него до чињенице да се ствари могу на различите начине објашњавати. Сматра се да нема одговарајућу самокритичност и да своје тврдње не заснива на провереним чињеницама.

## Дела
Књиге
- Erinnerungen an die Zukunft. (1968)  978-3-404-60274-2
- Zurück zu den Sternen, 1969, Econ. (1986)  978-3-430-11986-3
- Aussaat und Kosmos. (1972)  978-3-426-03384-5
- Meine Welt in Bildern. (1973)  978-3-426-03404-0
- Erscheinungen. (1974)  978-3-453-04434-0
- Besucher aus dem Kosmos, 1975 (Sammelband)
- Beweise. (1977)  978-3-453-00907-3
- Im Kreuzverhör. (1978)  978-3-453-01055-0
- Prophet der Vergangenheit. (1979)  978-3-453-05230-7
- Reise nach Kiribati. (1981)  978-3-430-11996-2
- Strategie der Götter. (1982)  978-3-430-11979-5
- Der Tag an dem die Götter kamen. (1984)  978-3-442-08478-4
- Habe ich mich geirrt?. (1985)  978-3-570-03059-2
- Wir alle sind Kinder der Götter. C. Bertelsmann. (1987)  978-3-570-03060-8
- Die Augen der Sphinx. C. Bertelsmann. (1989)  978-3-570-04390-5
- Die Spuren der Ausserirdischen. (Bildband). (1990)  978-3-570-09419-8
- Die Steinzeit war ganz anders. (1991)  978-3-570-03618-1
- Ausserirdische in Ägypten, 1991
- Erinnerungen an die Zukunft, 1992, (Sonderausgabe mit neuem Vorwort)
- Der Götter-Schock. (1992)  978-3-570-04500-8
- Raumfahrt im Altertum. (1993)  978-3-570-12023-1
- Auf den Spuren der Allmächtigen. C. Bertelsmann. (1993)  978-3-570-01726-5
- Botschaften und Zeichen aus dem Universum. C. Bertelsmann. (1994)  978-3-442-12688-0
- Der jüngste Tag hat längst begonnen – die Messiaserwartung und die Außerirdischen. (1995)  978-3-570-01728-9
- Zeichen für die Ewigkeit – das Rätsel Nazca. (1997)  978-3-570-01730-2
- Im Namen von Zeus. (1999)  978-3-570-00029-8
- Die Götter waren Astronauten. (2001)  978-3-570-00031-1
- Mysteries, 2005, (Bildband)
- (mit Cornelia von Däniken) Der Mystery Park. Die Geschichten, die Menschen. Alle Texte – alle Quellen. Ausführliche Kommentare. (2005)  978-3-9522858-1-7
- Geheimnisvolles Ägypten – Im alten Ägypten stimmt etwas nicht – und keiner redet darüber. 2006 (DVD)
- Falsch informiert! Vom unmöglichsten Buch der Welt, Henochs Zaubergärten und einer verborgenen Bibliothek aus Metall. (2007)  978-3-938516-56-0.
- Götterdämmerung – Die Rückkehr der Außerirdischen. 2012 und darüber hinaus. (2009)  978-3-942016-04-9
- Grüsse aus der Steinzeit – Wer nicht glauben will, soll sehen!, 2010

Разговори
- Ich liebe die ganze Welt. (Kurzgeschichten). (1983)  978-3-548-34169-9.
  - erweiterte Neuauflage: Für 100 Franken die ganze Welt und andere Geschichten. (2003)  978-3-9808280-1-7.
- Die Rätsel im alten Europa. (Jugendroman). (1991)  978-3-570-01337-3
- Das Erbe von Kukulkan. (Jugendroman). (1993)  978-3-570-01818-7
  - Neuauflage: Die seltsame Geschichte von Xixli und Yum – Ein Tatsachenromen, 2002
- Tomy und der Planet der Lüge – Der Roman, der kein Sachbuch werden durfte. (2006)  978-3-938516-31-7

Још је изашло и
- Lexikon der Prä-Astronautik, bearb. U. Dopatka, 1979
- Kosmische Spuren, 1989 (Anthologie von Aufsätzen aus der Zeitschrift Ancient Skies)
- Neue kosmische Spuren. (Anthologie von Aufsätzen aus der Zeitschrift Ancient Skies). (1992)  978-3-442-12355-1
- Fremde aus dem All, Kosmische Spuren: neue Funde, Entdeckungen, Phänomene. (Anthologie von Aufsätzen aus der Zeitschrift Ancient Skies). (1995)  978-3-442-12569-2
- Das Erbe der Götter. (Anthologie von Aufsätzen aus der Zeitschrift Ancient Skies). (1997)  978-3-442-12758-0
- Jäger verlorenen Wissens. (Anthologie von Aufsätzen aus der Zeitschrift Ancient Skies). (2003)  978-3-930219-69-8
- Brisante Archäologie, Juni., (Geschichte ohne Dogma – Kosmische Spuren, Band 6). (2008)  978-3-938516-66-9.

Аудио издања
- Götter des Altertums – als fremde Kosmonauten? (Schallplatte, Pick 93-100, 1972)
- Geheimnisse versunkener Welten, 2003 (Hörbuch, moderiert von Rainer Holbe)